# Иссер (коммуна)
Иссер (араб. يسر‎, фр. Issers или Isser) — коммуна на севере Алжира, на территории вилайета Бумердес, административный центр одноимённого округа.

## Географическое положение
Коммуна находится в средней части вилайета, на высоте 35 метров над уровнем моря.
Коммуна расположена на расстоянии приблизительно 68 километров к востоку от столицы страны Алжира и в 30 км к юго-востоку от административного центра вилайета Бумердеса.

## Демография
По состоянию на 2008 год население составляло 32 580 человек.
Динамика численности населения коммуны по годам:
| 1977   | 1987   | 1998   | 2008   |
| ------ | ------ | ------ | ------ |
| 14 628 | 22 287 | 27 990 | 32 580 |